# رفائيل كالديرا
د.رفائيل كالديرا (بالإسبانية: Rafael Caldera)‏ (24 يناير 1916 - 24 ديسمبر 2009)، رئيس فنزويلا. تولى الرئاسة مرتين، الأولى خلفًا للرئيس راؤول ليوني من عام 1969 إلى 1974، والثانية من عام 1994 إلى عام 1999.
,رئيس مجلس النواب (1959-1962) المحامى العام (1945-1946).

## الشباب والتعليم والإنجازات المبكرة
ولد رفائيل كالديرا رودريغيز في 24 يناير 1916 في سان فيليبي في فنزويلا، لوالديه رفائيل كالديرا إيزاغيري وروزا صوفيا رودريغيز ريفيرو. بعد وفاة والدته عندما كان في الثانية والنصف من عمره، نشأ كالديرا مع خالته ماريا إيفا رودريغيز ريفيرو وزوجها توماس ليسكانو جيمينيس.
التحق كالديرا بالمدرسة الابتدائية في سان فيليبي، ثم في كاراكاس في مدرسة سان إغناسيو دي لويولا الكاثوليكية اليسوعية، حيث أكمل تعليمه الثانوي في سن الخامسة عشرة. بدأ في العام التالي دراسة القانون في جامعة فنزويلا المركزية.
أظهر كالديرا تألقًا فكريًا مبكرًا أثناء فترة دراسته الجامعية. في سن التاسعة عشر، نشر كالديرا كتابه الأول بعنوان أندريس بيو، وذلك بعد دراسة 26 مجلدًا من أعمال أندريس بيو المجمعة، وتطرق فيه إلى تحليل شامل لحياة بيو وأعماله الأدبية واللغوية والقانونية والتاريخية والفلسفية والسياسية. في عام 1935، حصل كالديرا عن هذا الكتاب على جائزة من الأكاديمية الوطنية الفنزويلية للغة، وبقي الكتاب مرجعًا لا غنى عنه لدراسات المنح الدراسية حول أبرز رجال العلم الفنزويليين في القرن التاسع عشر. وصف الباحث التشيلي إيفان جاكسيك، وهو أحد أبرز العلماء المعاصرين لأعمال بيو ومؤلف أول سيرة فكرية شاملة نُشرت باللغة الإنجليزية حول أندريس بيو، كتاب كالديرا بأنه «يحتفظ بالكثير من نجوميته، ويستحق مكانته الحالية بوصفه الدراسة الرئيسية عن بيو في القرن العشرين.»
بعد ذلك بعام، أحاط الرئيس الفنزويلي لوبيز كونتريراس علمًا بمقالات افتتاحية كتبها كالديرا الشاب وهو في العشرين من عمره في أحد الصحف وعينه نائبًا لمدير مكتب العمل الوطني القائم حديثًا. من هذا المنصب، اضطلع كالديرا بدور بارز في صياغة أول قانون عمل في فنزويلا، والذي بقي قائمًا لأكثر من خمسين عامًا حتى إصلاح الدستور في عام 1990. في عام 1936، زار المحامي الدولي ولفريد جنكيس فنزويلا لمراجعة القانون، وهو من صاغ إعلان فيلادلفيا بشأن حقوق العمل وخدم فترتين في منصب مدير عام منظمة العمل الدولية التابعة لعصبة الأمم. عمل مع كالديرا عن كثب، الذي كان آنذاك مراسل فنزويلا الأول لمنظمة العمل الدولية. ذكر جنكيس لاحقًا أن قانون العمل الدولي الذي نُشر تحت توجيهه عشية الحرب العالمية الثانية، يتضمن عدة مواضيع مُرتّبة بطريقة استُخدمت أصلًا في مشروع قانون العمل الفنزويلي.
شارك كالديرا بنشاط في أنشطة السياسة الطلابية خلال سنوات دراسته الجامعية. انضم إلى الاتحاد الفنزويلي للطلاب، الذي ترأسه الطلاب الذين ثاروا في عام 1928 ضد الرئيس الديكتاتوري، خوان فيسينتي غوميز، وعُرفوا باسم جيل عام 1928. على الرغم من صغر سن كالديرا مقارنة بأقرانه، انشق بشجاعة عن هذا الاتحاد الطلابي بعد أن دعت قيادته إلى إجراء إصلاحات معادية للدين تطالب بطرد اليسوعيين من فنزويلا وإلغاء الأوامر الدينية الأخرى.
في عام 1936، أسس كالديرا الاتحاد الوطني للطلاب، والذي تمخض عنه الحركة الديمقراطية المسيحية الفنزويلية.
في عام 1939، ناقش كالديرا أطروحته بعنوان قانون العمل وحصل على درجة الدكتوراه في القانون في العلوم السياسية مع سجل أكاديمي مثالي. اعتمدت كليات القانون في جامعات أمريكا اللاتينية أطروحته لاحقًا باعتبارها الكتاب الموحد عن حقوق العمل.

## الحياة السياسية

### الأعوام الثلاثين الأولى (1939-1969)
أسس كالديرا حركة العمل الوطني بعد تخرجه من الجامعة، وهي حركة سياسية شُكلت للمشاركة في الانتخابات البلدية. بعد فترة وجيزة، أسس حزب العمل الوطني وانتُخب في يناير 1941، في سن الخامسة والعشرين، لعضوية مجلس النواب عن ولايته الأصلية ياراكوي.
أثناء عمله عضوًا في الكونغرس، عارض بشدة مشروع القانون الذي تمخض عنه معاهدة الحدود عام 1941 مع كولومبيا. اضطلع كذلك بدور بارز في المناقشات حول الإصلاح الجزئي لدستور عام 1936 وتنقيحات القانون المدني، وكان صوتًا رائدًا في سن قوانين العمل التقدمية. في 27 أكتوبر 1945، عين رومولو بيتانكور، رئيس مجلس الحكومة الثورية الذي أطاح بالرئيس إيزياس ميدينا إنغاريتا في 18 أكتوبر 1945، كالديرا في منصب الوكيل العام.
في 13 يناير 1946، شارك كالديرا في تأسيس حزب كوباي، والمعروف باسم لجنة التنظيم الانتخابي السياسي المستقل، وهو الحزب الديمقراطي المسيحي الذي نما ليصبح أحد أكبر حزبين سياسيين شعبيين في فنزويلا. استلهم بيان المبادئ الأول الصادر عن الرابطة من الرسالة البابوية، في العام الاربعين (1931) واعتنق الديمقراطية والتعددية والإصلاح الاجتماعي.
بعد أربعة أشهر، في 13 أبريل 1946، استقال كالديرا من منصب الوكيل العام احتجاجًا على الهجمات العنيفة المستمرة التي مارسها مؤيدي الحكومة ضد أعضاء حزبه القائم حديثًا.
في عام 1946، انتُخب كالديرا ممثلُا في الجمعية التأسيسية الوطنية، التي افتُتحت في 17 ديسمبر من ذلك العام. تولت هذه الهيئة التشريعية مهمة صياغة دستور جديد يسترشد بمبادئ ثورة أكتوبر. حاز السياسي الشاب على إعجاب جميع الفنزويليين بفضل المهارات البلاغية التي يتمتع بها. تمكن الفنزويليون من الاستماع إلى خطابات كالديرا بعد أن وافق أندريس إيلوي بلانك، رئيس الجمعية التأسيسية الوطنية، على طلب كالديرا بالسماح للبث الإذاعي المباشر للجلسات التشريعية. أدى كالديرا دورًا بارزًا في هذه الجمعية. ألقى خطابات احتفالية عن الحقوق الاجتماعية للعمال، والوظيفة الاجتماعية للملكية الخاصة، والإصلاح الزراعي، والحرية الدينية، والتعليم الديني، والحاجة إلى الانتخاب الشعبي المباشر لحكام الولايات.
في انتخابات عام 1947، ترشح كالديرا للرئاسة لأول مرة وهو يبلغ من العمر 31 عامًا وجاب أنحاء البلاد لنشر أفكار حزبه الذي أُنشئ حديثًا. فاز في تلك الانتخابات الروائي الفنزويلي الشهير رومولو جايجوس، مرشح الحزب الديمقراطي الاجتماعي (العمل الديمقراطي). ترشح كالديرا كذلك لعضوية الكونغرس وانتُخب عضوًا في مجلس النواب للفترة 1948-1953. انقطعت فترة ولايته في الكونغرس بعد الإطاحة بجايجوس في انقلاب عسكري في 24 نوفمبر 1948.
في عام 1952، انتُخب كالديرا ممثلًا للجمعية التأسيسية الوطنية. بعد أن تجاهل العقيد ماركوس بيريز خيمينيز، رئيس المجلس العسكري، الانتصار الانتخابي لحزب الجبهة الديمقراطية الجمهورية، وطرد خوفيتو فيلالبا وغيره من زعماء هذا الحزب من البلاد، رفض كالديرا وغيره من أعضاء حزب كوباي المنتخبين المشاركة في الجمعية التأسيسية الجديدة.
أثناء فترة حكم بيريز خيمينيز الديكتاتورية العسكرية (1952-1958)، طُرد كالديرا من جامعة فنزويلا المركزية واعتقل مرات عديدة. في 3 أغسطس 1955، ألقى عملاء من الأمن القومي، وهي قوة شرطة كبيرة بقيادة بيدرو إسترادا طاردوا المعارضين وأداروا معسكرات اعتقال سيئة السمعة، قنبلة في منزل كالديرا، ما عرض حياة أصغر أطفاله للخطر، وكان عمره آنذاك تسعة أشهر. في 20 أغسطس 1957، سُجن مرة أخرى، ولكن هذه المرة في الحبس الانفرادي، بعد أن علم بيريز خيمينيز أنه من المرجح أن يكون كالديرا المرشح التوافقي لجميع أحزاب المعارضة في الانتخابات الرئاسية المقرر إجراؤها في ديسمبر 1957. مع سجن كالديرا، حول بيريز خيمينيز الانتخابات إلى استفتاء عام غير دستوري (نعم أو لا) ليقرر بقائه في السلطة.
في أعقاب الاستفتاء العام في ديسمبر 1957، نفى بيريز خيمينيز كالديرا في يناير 1958. سافر إلى مدينة نيويورك واستقبله رومولو بيتانكور وخوفيتو فيلالبا. لم يمر سوى بضعة أيام على نفي كالديرا حتى طُرد ماركوس بيريز خيمينيز في أعقاب ثورة مدنية وانقلاب عسكري في 23 يناير 1958. عاد إلى فنزويلا، ووقع الزعماء الثلاثة على ميثاق بونتوفيجو، الذي سُمي باسم مقر إقامة كالديرا حيث جرت عملية التوقيع.
تضمن هذا الميثاق اتفاقات سياسية هامة، ولا سيما التزام جميع الأحزاب السياسية الرئيسية ببناء المؤسسات الديمقراطية وحمايتها وتعزيز سيادة القانون. وفقًا لباحث العلوم السياسية دانييل ليفين، تمثل هدف الحلف الجديد «بدعم الديمقراطية، والتآزر من أجل مقاومة التحديات التي تواجه شرعيته وبقائه، واحترام الانتخابات، والسعي إلى إضفاء الطابع المؤسسي على السياسة، وتوجيه المشاركة داخل الميادين الديمقراطية.»
شكّل حلف بونتوفيجو أساس أطول فترة من الحكم الديمقراطي المدني في فنزويلا (1958-1999).
لم تتوصل الأحزاب الرئيسية الثلاثة التي وقعت على ميثاق بونتوفيجو (حزب الاتحاد، وحزب من أجل الديمقراطية، وحزب كوباي) إلى اتفاق بشأن مرشح إجماعي، وتنافست في الانتخابات الرئاسية في عام 1958 مع مرشحيها. خسر رافائيل كالديرا لصالح رومولو بيتانكورت وولفغانغ لارازابال، اللذان حلّا في المركز الأول والثاني على التوالي. ترشح كالديرا كذلك لعضوية الكونغرس وانتُخب رئيسًا لمجلس النواب. شارك، بصفته رئيس مجلس النواب، في رئاسة اللجنة المشتركة بين المجلسين والمكلفة بصياغة الدستور الجديد.

## روابط خارجية
- رفائيل كالديرا على موقع مونزينجر (الألمانية)